# Camptoplites lutaudae
Camptoplites lutaudae är en mossdjursart som beskrevs av Jean-Loup d'Hondt 1975. Camptoplites lutaudae ingår i släktet Camptoplites och familjen Bugulidae. Inga underarter finns listade i Catalogue of Life.